# Dragoman Radojičić
Dragoman Radojičić, srbski general, * 2. november 1920, † 1989.

## Življenjepis
Radojičić, po poklicu učitelj, se je leta 1941 pridružil NOVJ in KPJ. Med in po vojni je bil politični komisar več enot, pomočnik poveljnika letalskega korpusa, načelnik katedre vojnega letalstva VVA JLA, republiški sekretar Srbije za ljudsko obrambo,...